# You Belong with Me
You Belong with Me är den amerikanska countrypopsångerskan Taylor Swifts tredje singel från hennes andra album, Fearless. Låten släpptes ursprungligen som en digital singel, och nådde #12 på Billboard Hot 100, som är baserad på nedladdningar. I april 2009 var den dock officiellt släppt till radio och debuterade som #32 på Hot Country Songs. 
Den 2 december 2009 blev låten nominerad för tre Grammys, inklusive "Song of the Year", "Record of the Year" och "Best Female Pop Vocal Performance" för den 52:a upplagan av Grammy Awards.

## Låtlista
Promo CD
1. "You Belong With Me" (Album Version) - 3:52
2. "You Belong With Me" (Instrumental Version) - 3:50

Australiensk CD-singel
1. "You Belong With Me" (Album Version) - 3:52
2. "Love Story" (Stripped) - 3:40

Australiensk digital-singel
1. "You Belong With Me" (Radio Mix) - 3:51

## Priser
Musikvideon till låten vann "Best Female Video" vid 2009 års MTV Video Music Awards, något som gör Taylor till den första country-artisten i historien att vinna en s.k "Moonman". Under sitt tacktal så avbröts Taylor av Kanye West som sa: "Taylor, jag är glad för din skull, men Beyoncé hade en av de bästa videorna genom tiderna!" Kanye blev utbuad, och det här orsakade dessutom stora rubriker och en massa parodier på YouTube bland annat. Taylor blev dock senare inbjuden tillbaka på scenen för att få avsluta sitt tacktal med sångerskan Beyoncé Knowles, som vann "Video of the Year" för hennes hit "Single Ladies (Put a Ring on It)".

## Listplaceringar
| Chart (2008-2010)                            | Topplacering |
| -------------------------------------------- | ------------ |
| Australian ARIA Singles Chart                | 5            |
| Canadian Adult Contemporary Singles          | 3            |
| Canadian Radio & Records Country Singles     | 1            |
| Canadian Hot 100                             | 3            |
| Irish Singles Chart                          | 12           |
| New Zealand Singles Chart                    | 5            |
| UK Singles Chart                             | 30           |
| Sverigetopplistan                            | 47           |
| U.S. Billboard Hot 100                       | 2            |
| U.S. Billboard Hot Adult Contemporary Tracks | 1            |
| U.S. Billboard Hot Country Songs             | 1            |
| U.S. Billboard Pop Songs                     | 2            |